# 西明石駅
西明石駅（にしあかしえき）は、兵庫県明石市小久保二丁目にある、西日本旅客鉄道（JR西日本）の駅である。

## 概要
山陽新幹線、在来線の山陽本線の2路線が乗入れており、両線の接続駅となっている。新幹線停車駅ではあるが、市内の中心駅は東隣の明石駅であり、利用者数も明石駅の方が多い。当駅東側に網干総合車両所明石支所（車両基地）が所在していることから、当駅を起点終点とする列車も多い。
在来線はアーバンネットワークエリア内であり、「JR神戸線」の路線愛称設定区間に含まれている。在来線の駅番号はJR-A74。事務管コードは▲610609。在来線駅はICOCAの利用エリアに含まれている。東海道本線（琵琶湖線）の草津駅（滋賀県草津市）から始まる複々線は当駅までであり、これは日本最長（約120km）の複々線区間である。

## 歴史

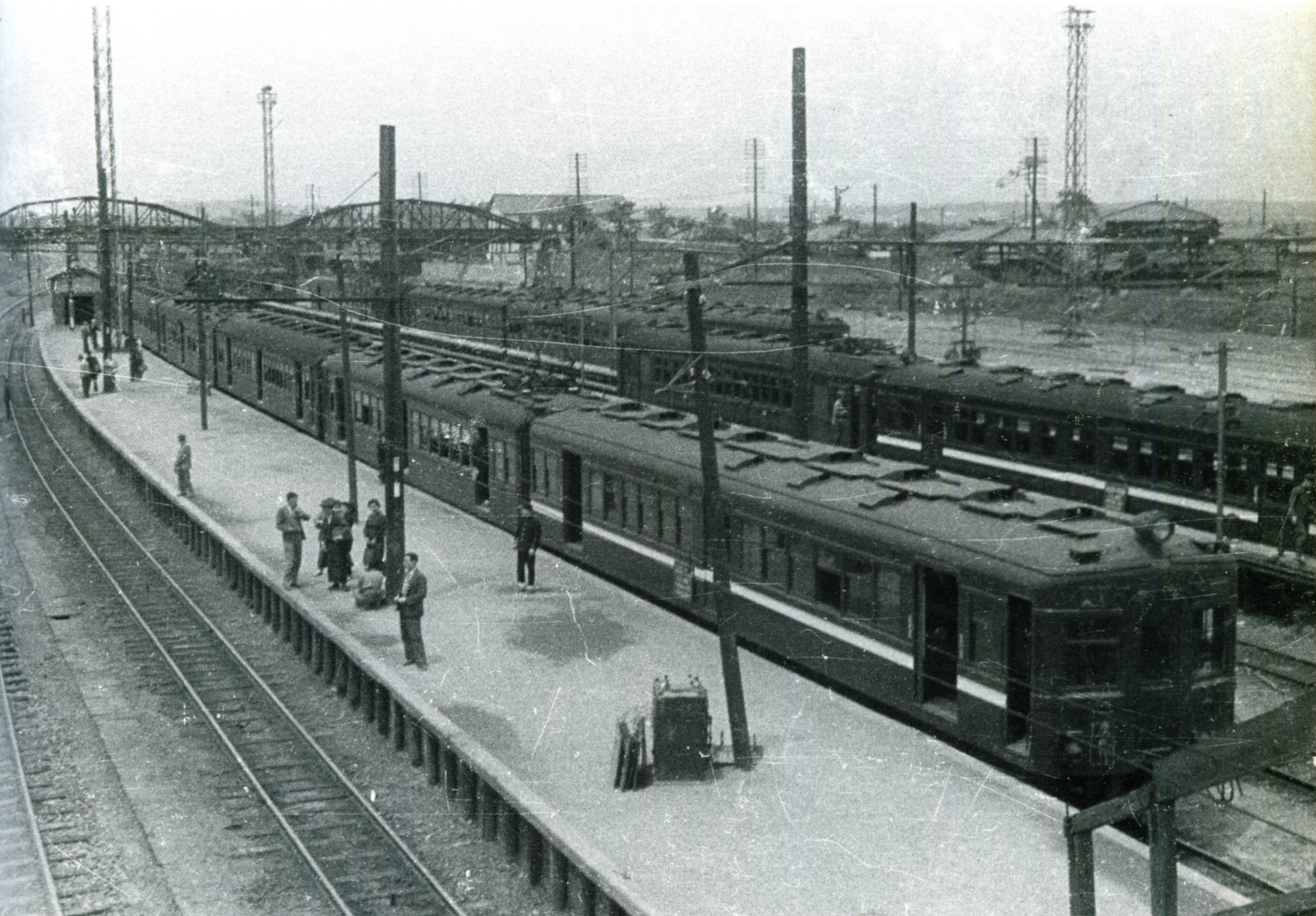
当初は島式ホーム1面2線のみで、当駅から加古川・姫路方面への列車に乗車することはできなかった。手前の白帯は進駐軍専用車。（1946年5月7日）

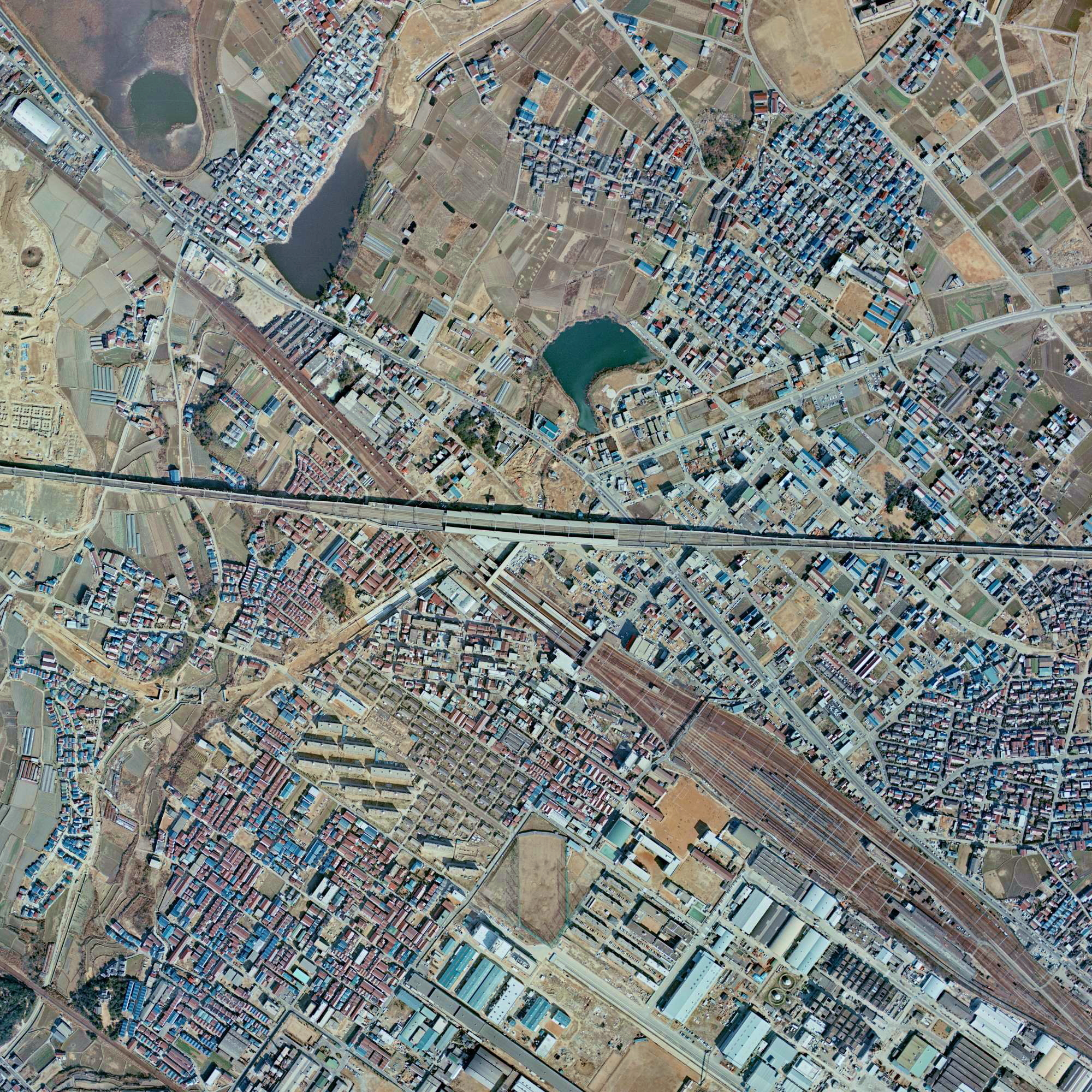
西明石駅周辺の空中写真（1975年2月撮影）

- 1930年（昭和5年）3月25日：鉄道省の「明石操車場」として開設[2]。
- 1944年（昭和19年）
  - 4月1日：駅に格上げされる形で「西明石駅」となる[2]。当時は川崎航空機工業社員専用として駅舎があった[2]。旅客営業のみ[13]。
  - 8月26日：貨物取扱開始[13]。
- 1946年（昭和21年）4月1日：一般旅客用駅として開設[2]。
- 1961年（昭和36年）6月15日：橋上駅舎の使用を開始[2][14]。西側に移転[2][14]。
- 1965年（昭和40年）3月28日：鷹取駅 - 当駅間が複々線化[15]。
- 1970年（昭和45年）10月1日：京都駅 - 当駅間で新快速の運行を開始する（当初は6往復）[16][17][18][19]。
- 1972年（昭和47年）3月15日：山陽新幹線新大阪駅 - 岡山駅間開通により[20]、新幹線の駅が開設[1]。
- 1980年（昭和55年）10月1日：荷物扱いを廃止[13]。
- 1984年（昭和59年）
  - 2月1日：貨物取扱廃止[13]。業務は神戸港駅へ移管。有蓋車用貨物ホームが設置され、貨物の積み下ろしを行っていた。跡地は和坂2丁目交差点付近。
  - 10月19日：西明石駅列車脱線事故が発生。
- 1986年（昭和61年）11月1日：全ての新快速が停車するようになる（以前は当駅折返しを除き通過していた[注釈 1]）。
- 1987年（昭和62年）4月1日：国鉄分割民営化に伴い、西日本旅客鉄道（JR西日本）の駅となる[15][20]。
- 1988年（昭和63年）3月13日：路線愛称制定により、山陽本線で「JR神戸線」の愛称を使用開始[15]。
- 1995年（平成7年）
  - 1月17日：阪神・淡路大震災により営業休止[15][20]。
  - 1月18日：在来線当駅 - 姫路駅間が営業再開。
  - 1月23日：在来線須磨駅 - 当駅間が営業再開。
  - 4月8日：山陽新幹線新大阪駅 - 姫路駅間復旧により、新幹線が営業再開[20]。
- 1997年（平成9年）
  - 3月8日：在来線にJR神戸線標準接近メロディ「さざなみ」導入[21]。
  - 11月22日：在来線に自動改札機を設置し、供用開始[22]。
- 2000年（平成12年）3月11日：「こだま」削減に伴う本数補充のため、当駅停車の「ひかり」を1時間間隔に増発。
- 2002年（平成14年）
  - 3月23日：西口コンコースと新幹線ホームおよび駅前広場との間にエレベーターを設置[23]。
  - 7月29日：JR京都・神戸線運行管理システム導入[24]。
- 2003年（平成15年）
  - 3月末：西口コンコースと跨線橋との間にスロープ設置[25]。
  - 8月30日：西口側跨線橋と在来線ホームを結ぶエレベーター3基を各ホームに設置[25]。
  - 11月1日：ICカード「ICOCA」の利用が可能となる。
- 2005年（平成17年）
  - 2月22日：山陽新幹線に自動改札機導入[26]。
  - 12月20日：東口コンコースから東口北出口へのエレベーターを設置[27]。
- 2006年（平成18年）3月26日：東口コンコースから東口南出口へのエレベーターを設置[28]。また南出口エレベーター横にトイレを新設[28]。
- 2007年（平成19年）3月18日：駅自動放送を更新。
- 2008年（平成20年）3月15日：早朝に当駅を始発とする「のぞみ」60号（現在の「のぞみ」66号[8]）東京行きが設定される。在来線各ホームに待合室を設置。
- 2010年（平成22年）1月1日：無料駐輪場全面廃止、すべて有料になる[要出典]。
- 2012年（平成24年）3月17日：下りに「のぞみ」133号（現在の「のぞみ」93号[8]）岡山行が設定される（新規停車）。
- 2015年（平成27年）3月12日：入線警告音の見直しに伴い、接近メロディをJR神戸線標準接近メロディ「さざなみ」の音質見直し版に再び変更する[29]。
- 2018年（平成30年）3月17日：在来線に駅ナンバーが導入される[30]。
- 2019年（平成31年）3月16日：新設された特急「らくラクはりま」及び「はまかぜ5号」と「スーパーはくと13号」が停車するようになり、在来線では初めて定期運転特急停車駅となる[31]。
- 2021年（令和3年）3月13日：ダイヤ改正に伴い、1時38分着の日本一遅い終電が廃止[32][33][34]。これにより予讃線高松駅にこの座を譲った。
- 2022年（令和4年）3月12日：JR四国がダイヤ改正でマリンライナーの最終便を繰上げたことに伴い、高崎線高崎駅と共に1時14分着のJRグループで日本一遅い終電に戻る[注釈 2]。
- 2023年（令和5年）
  - 3月18日：ダイヤ改正により、下りに定期列車では初となる、九州新幹線直通列車としてさくら547号が設定される。
  - 12月11日：6番のりばにて、昇降式ホーム柵の使用を開始[35]。
- 2024年（令和6年）3月1日：5番のりばにて、昇降式ホーム柵の使用を開始[36]。

## 駅構造

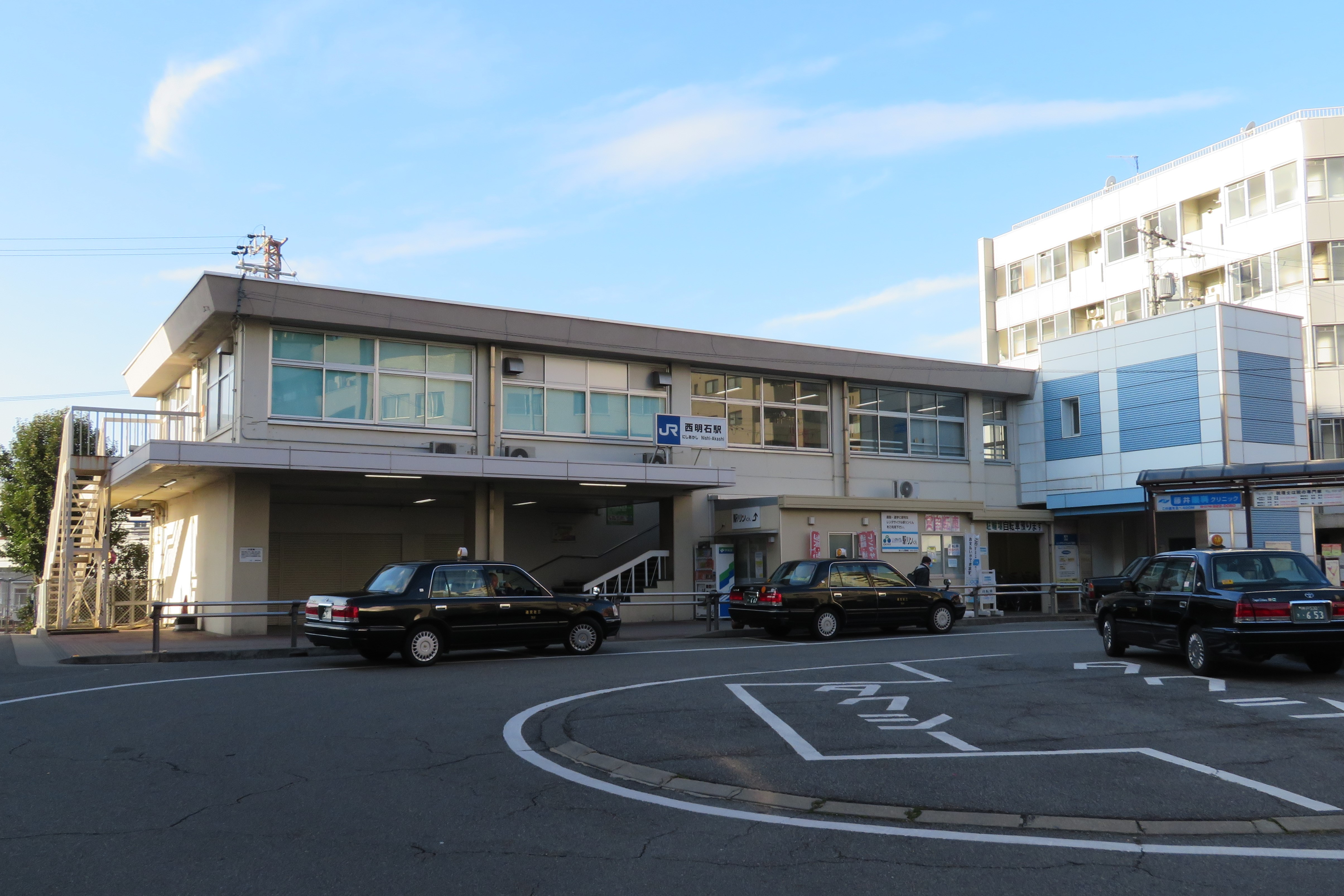
東口

改札口は東口と西口の2ヶ所で、いずれも橋上駅舎である。新幹線コンコースは西口側にあるが、外部とは直接繋がっていないため、新幹線を利用する際には西口・東口いずれの改札からも在来線の改札口を通る必要がある。特に、エクスプレス予約サービスで新幹線の切符を予約し、EX-ICカードで乗車しようとする場合、そのままでは新幹線の改札も在来線の改札も通過できない。交通系ICカードを所有していれば在来線の自動改札機をICカードで通過し、新幹線の自動改札機を通る際に、EX-ICカードと交通系ICカードを重ねて読取らせるといういわゆる在来線との乗継と同様の方法で通過できる。しかし、交通系ICカードを所有していない場合、在来線の有人改札で専用の入場証を発券してもらい、新幹線の自動改札機に入場証を投入した上でEX-ICカードを読み取らせる必要がある。なお、新幹線ホームと在来線ホームが大きく離れており、両者を結ぶ跨線橋（在来線の姫路寄り）は公道を渡る形である。この跨線橋は西口しか繋がっていないため、東口から新幹線に乗る利用客は一度地平の在来線ホームに下りることになる。また、駅南側から直接出入りできるのは東口改札のみである。2005年に西口コンコースのリニューアル工事が実施された結果、コンコースの面積は減少した。
当駅は駅長が配置された直営駅であり、管理駅として明石市内の山陽本線の駅である朝霧駅・明石駅・大久保駅・魚住駅の4駅を管轄している。
当駅の在来線ホームで使用されている接近メロディは、1997年3月8日からJR神戸線内各駅で導入されている「さざなみ」に加え、2番のりばのみ列車接近表示器から、メリーさんの羊が流れる。

### ホーム
新幹線は相対式ホーム2面2線で間に通過線が2本設けられた高架駅になっている。在来線は橋上駅舎を有する島式ホーム3面6線の地上駅となっている。また、当駅より東側は複々線となっており、新快速は兵庫駅手前までの山側（列車線）を走行する。

#### 在来線
下表の路線名は旅客案内上の名称（愛称）で表記する。
| のりば | 路線     | 方向 | 線路   | 行先                         | 備考                             |
| ------ | -------- | ---- | ------ | ---------------------------- | -------------------------------- |
| 1      | JR神戸線 | 上り | 列車線 | 明石・三ノ宮・尼崎・大阪方面 | 新快速・朝の外側線快速           |
| 2      | JR神戸線 | 下り | 列車線 | 加古川・姫路方面             | 新快速                           |
| 3      | JR神戸線 | 上り | 電車線 | 明石・三ノ宮・尼崎・大阪方面 | 快速・普通（大久保・加古川始発） |
| 4      | JR神戸線 | 上り | 電車線 | 明石・三ノ宮・尼崎・大阪方面 | 普通                             |
| 5      | JR神戸線 | 上り | 電車線 | 明石・三ノ宮・尼崎・大阪方面 | 普通（当駅始発）                 |
| 5      | JR神戸線 | 下り | 電車線 | 加古川・姫路方面             | 普通（一部の当駅始発列車）       |
| 6      | JR神戸線 | 下り | 電車線 | 加古川・姫路方面             | 普通                             |

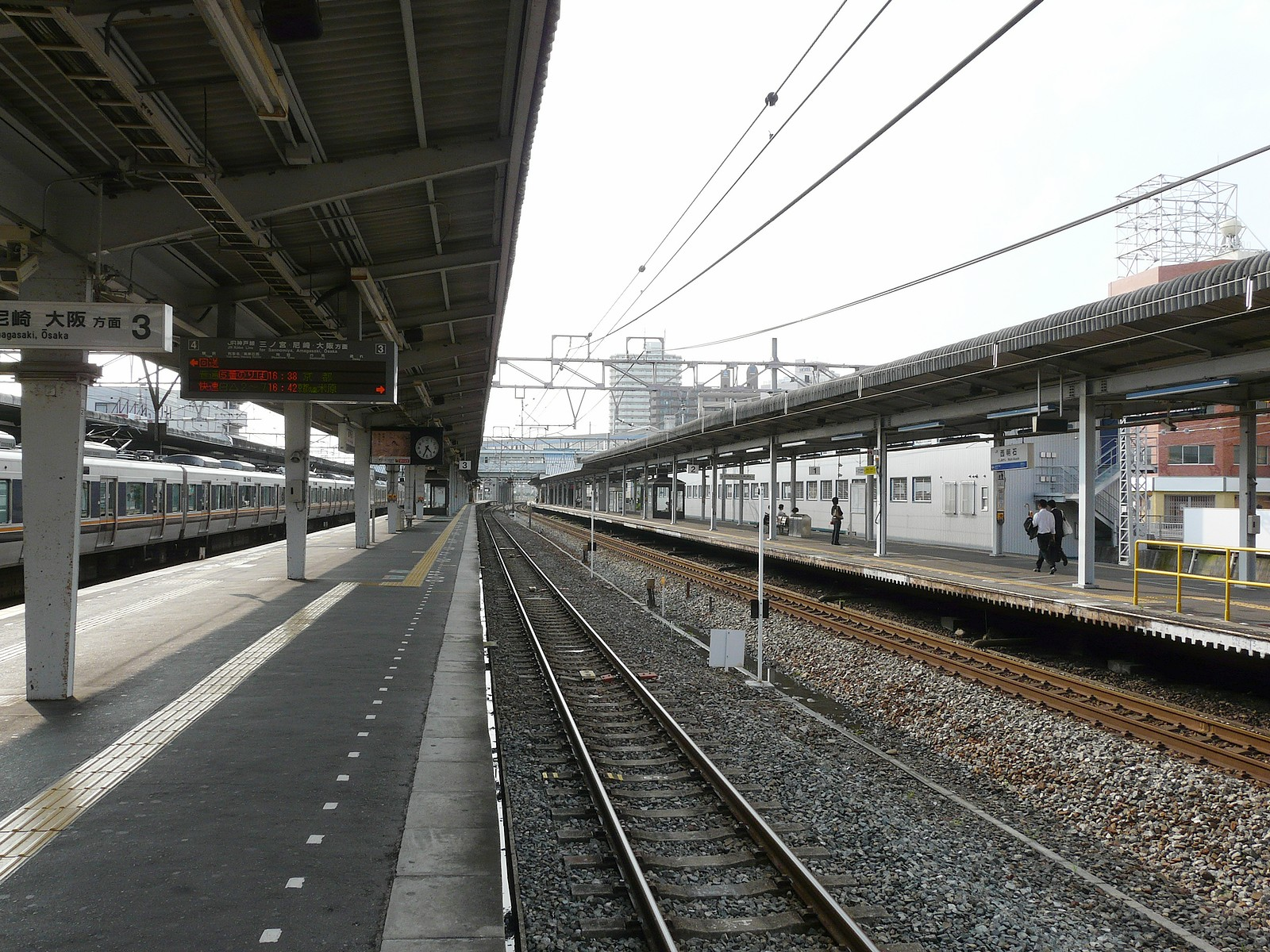
在来線構内

4番のりばは姫路方面への発車にも対応している。以前は平日ダイヤの朝ラッシュ時に4番のりばから姫路方面の旅客列車が発車していたことがあった。現在は回送列車が数本あるのみである。
過去には姫路方面の快速電車で当駅で車両の連結・切り離しを行う列車が存在した。また2002年1月時点では伯備線備中高梁発当駅止まりの列車が存在し、始発の大阪・京都方面野洲行に乗継いでいた。
1986年10月31日までは姫路駅発着の新快速は当駅を通過しており、上り新快速は3番線を、下り新快速は6番線を通過していた。このため、上り快速は4番線で、下り快速は5番線で通過待ちを行っていた。
列車線の線路には、東側に待避線があり、貨物列車が新快速や特急の待ち合わせを行う。

#### 新幹線
| のりば | 路線       | 方向 | 行先                       |
| ------ | ---------- | ---- | -------------------------- |
| 11     | 山陽新幹線 | 下り | 姫路・岡山・広島・博多方面 |
| 12     | 山陽新幹線 | 上り | 新神戸・新大阪・東京方面   |

- 日によっては、当駅始発東京行一番列車「のぞみ66号」が岡山方面行きホームの11番のりばから発車することがある。

新幹線駅が設けられた理由は、新神戸駅が地形上の理由により待避線を設置出来なかったためであり、また建設当初、夜間に新幹線の運行を行う計画があり、その際は当駅 - 姫路駅 - 相生駅で単線運転を行い、姫路駅で列車をすれ違わせる必要があったためである（ただし、この計画は実施されていない）。当駅に停車する「こだま」・「ひかり」の一部列車は、この駅で通過列車を待ち合わせることがある。
当駅 - 姫路駅間で、新幹線の車両基地を20線程度整備する計画が2019年に明らかになったが、山陽新幹線の利用状況がコロナ禍前の水準まで回復していないことなどから2024年に計画を断念した。

## ダイヤ
当駅のダイヤは、以下の通りとなっている（特記がない限り、いずれも2024年1月時点）。
在来線
日中の時間帯は、1時間に12本（新快速・快速・普通各4本が発着し、普通は当駅折り返しで運転される。朝夕は普通(大阪方面行き)の本数が増える。また、特急「らくラクはりま」（平日の朝夕のみ）の全列車、「はまかぜ」・「スーパーはくと」の一部列車が停車する。
新幹線
「こだま」の全列車、「ひかり」の531・535号（臨時列車扱い））・592号を除く全列車が停車する。また、さくら547号（鹿児島中央行）、「のぞみ」66号（東京行・当駅始発）、のぞみ95号（姫路行）が停車する。

## 駅構内

### プリコ西明石
JR西日本アーバン開発が運営する駅ビル。主要テナントは以下の通り。
- 北野エース
- セブンイレブンハート・イン
- ロッテリア
- リブロ

出店テナント全店の一覧・詳細情報は公式サイト「フロアガイド」を参照。

### JR関連の設備
- みどりの窓口
- 忘れ物承り所

### その他
- セブンイレブンハートイン（西口、改札そばの旧デイリーインと、1階の旧ローソンの2カ所が存在する）
- 売店 セブンイレブンキヨスク（東口）
- 駅弁 淡路屋
- カフェ&バー ル・カール
- うどん・そば

## 駅弁
淡路屋が製造・販売を担当している。主な駅弁は下記の通り。
- JR貨物コンテナ弁当 明石の鯛めし編
- JR貨物コンテナ弁当 京都の鶏めし編
- あっちっち但馬牛すきやき弁当
- JR貨物コンテナ弁当 大阪の焼肉編
- JR貨物コンテナ弁当 神戸のすきやき編
- ハローキティ ひっぱりだこ飯
- 京阪神るるぶ弁当
- ひょうご日和
- 夢の超特急0系新幹線弁当
- 肉めし
- 神戸のすきやきとステーキ弁当
- ひっぱりだこ飯
- 米田茶店 かに寿し
- 柿の葉寿司
- 神戸食館
- 六甲山縦走弁当
- 日本の朝食弁当
- パンダくろしお弁当

## 利用状況
2023年（令和5年）度の1日平均乗車人員は29,559人である。これはJR西日本の駅の中では24位。
「明石市統計書」（明石市総務部情報管理課・編）及び「兵庫県統計書」によると、年間乗車および1日平均乗車人員は以下の通り。
| 年度   | 年間 乗車人数 | 左記の内 定期利用者 | 一日平均 乗車人員 |
| ------ | ------------- | ------------------- | ----------------- |
| 1999年 | 11,627千      | 8,103千             | 31,767            |
| 2000年 | 11,502千      | 7,997千             | 31,511            |
| 2001年 | 11,347千      | 7,862千             | 31,087            |
| 2002年 | 11,198千      | 7,771千             | 30,679            |
| 2003年 | 11,286千      | 7,791千             | 30,835            |
| 2004年 | 11,160千      | 7,762千             | 30,576            |
| 2005年 | 11,209千      | 7,784千             | 30,711            |
| 2006年 | 11,297千      | 7,858千             | 30,714            |
| 2007年 | 11,297千      | 7,910千             | 30,866            |
| 2008年 | 11,375千      | 7,995千             | 31,164            |
| 2009年 | 11,166千      | 7,918千             | 30,591            |
| 2010年 | 11,062千      | 7,836千             | 30,308            |
| 2011年 |               |                     | 30,441            |
| 2012年 |               |                     | 30,745            |
| 2013年 |               |                     | 31,113            |
| 2014年 |               |                     | 30,772            |
| 2015年 |               |                     | 31,502            |
| 2016年 |               |                     | 31,763            |
| 2017年 |               |                     | 31,977            |
| 2018年 |               |                     | 32,063            |
| 2019年 |               |                     | 32,049            |
| 2020年 |               |                     | 26,379            |
| 2021年 |               |                     | 26,797            |
| 2022年 |               |                     | 28,548            |
| 2023年 |               |                     | 29,559            |

## 駅周辺

### 西口・東口北出口
- 明石市消防局・消防署
- 兵庫県立リハビリテーション中央病院
- 神戸刑務所
- 西明石北商店街
- 吉田王塚古墳
- スマイルホテル西明石

教育機関
- 神戸ファッション造形大学（2013年閉学）
- 兵庫県立明石南高等学校
- 兵庫県立錦城高等学校
- 明石市立野々池中学校
- 明石市立鳥羽小学校
- 明石市立沢池小学校
- 明石市立和坂小学校

道路
- 国道2号
- 国道250号 - すぐ近くにある小久保交差点が事実上の起点。
- 兵庫県道21号神戸明石線
- 兵庫県道232号西明石停車場線

### 東口南出口
- 明石市公設地方卸売市場
- 川崎重工業明石工場
- カワサキモータース本社・本社工場
- カワサキモータースジャパン本社
- 西明石南商店街
- ビエラタウン西明石（JR西日本不動産開発が運営）[50]

教育機関
- 明石市立望海中学校
- 明石市立貴崎小学校
- 明石市立花園小学校
- 明石市立藤江小学校

## バス路線
国道西明石停留所（東行のみ）
すべて神姫バスにより運行されている。
- 1系統・2系統・3系統・22系統・22A系統：明石駅
- 90A系統：出合中野住宅
- 91A系統：平野八幡神社前・滝川第二中学高校
- 92A系統：西神中央駅前

かつては、西行（加古川方面）にも「国道西明石停留所」があり（新幹線の高架下、ニッポンレンタカー阪急西明石営業所の向かい側）、現在の2番乗り場に乗入れている各路線の西行は当駅に乗入れず、国道西明石にのみ停車していた。22系統・22A系統は国道西明石を出て、そのまま国道2号を「小久保西」交差点まで走り、そこで左折し当駅まで乗入れていた。
西明石駅停留所
2007年5月1日に現在のバス乗り場が完成し、これまで西行きのみ当駅への乗入が無かった大久保・土山・加古川方面の各路線と、かつての明石市交通部管轄路線が当駅に乗入れるようになった。それまでは、現在の一般車用ロータリーの位置に乗り場があった。
1番乗り場
- 神姫バス
  - 22系統・22A系統：明石駅
  - 90A系統：出合中野住宅
  - 91A系統：平野八幡神社前・滝川第二中学高校
  - 直通：滝川第二中学高校
  - 92A系統：西神中央駅前

2番乗り場
- 神姫バス
  - 1系統：土山駅
  - 2系統：高丘巡回天郷
  - 3系統：石ヶ谷墓園
- 明石市Tacoバス
  - 1番 西明石北ルート：明石南高校前方面

3番乗り場
- 神姫バス
  - 1系統・2系統・3系統：明石駅
- 明石市Tacoバス
  - 2-1番 西明石南ルート1：藤江川南方面
  - 2-2番 西明石南ルート2：卸売市場東方面

### その他
西明石北口停留所
すべて神姫バスにより運行されている。
- 90系統・91系統・92系統：西明石駅 ※降車専用

西明石南町停留所
場所は、マックスバリュ西明石南町店の前付近である。
- 明石市Tacoバス
  - 2番 西明石南ルート：卸売市場東方面

一部の時間帯は止まらず、別ルートを通る。

### 鉄道施設
- 網干総合車両所明石支所（旧・明石電車区）
  - 当駅発着列車の夜間滞泊場所としても機能している。

## その他
- 京阪神エリアの電車特定区間の最西端の駅である。
- 在来線の優等列車関連では、臨時急行の「シュプール号」が停車していた他、特急「白馬アルプス」の終着駅でもあった。一方、在来線の定期急行・特急は当駅に停車したことが無かった[2]が、2019年3月ダイヤ改正で朝夕の通勤特急「らくラクはりま」、夕方の「はまかぜ5号」、「スーパーはくと13号」が停車するようになった。
- 新幹線駅開業以前は、普通列車（主に客車を使用した長距離列車）でも当駅を通過するものがあった。

### 計画中の鉄道
神戸市営地下鉄の西明石・西神線の当駅 - 西神中央駅間が1989年の旧運輸省の答申で「2005年までに整備することが適当である路線」として挙げられたが、阪神・淡路大震災や神戸市営地下鉄海岸線建設の影響もあり、未だに着工されていない（延期状態）。

## 隣の駅
※新幹線の停車駅は各列車記事を参照のこと。
西日本旅客鉄道（JR西日本）
 山陽新幹線
新神戸駅 - 西明石駅 - 姫路駅
 JR神戸線（山陽本線）
- 特急「スーパーはくと」「はまかぜ」(前者は下り2本、中者は下り1本のみ停車)「らくラクはりま」停車駅

■新快速
明石駅 (JR-A73) - 西明石駅 (JR-A74) - 加古川駅 (JR-A79)
■快速（当駅以西は普通列車）
明石駅 (JR-A73) - 西明石駅 (JR-A74) - 大久保駅 (JR-A75)
■普通（JR東西線・学研都市線内で区間快速となる列車を含む）
明石駅 (JR-A73) - 西明石駅 (JR-A74) - 大久保駅 (JR-A75)